# 北野あづさ
北野 あづさ（きたの あづさ、1966年1月26日 - ）は、タレント、手話通訳士。元北海道放送（HBC）アナウンサー。

## 人物
東京都八王子市出身。日本女子大学卒業。1988年4月、北海道放送にアナウンサーとして入社。北海道放送には1992年頃まで在籍。
新人アナウンサーの頃から馬好きを公言していた（馬の他にも、雷好きと公言していたことがある）。
『中央競馬ワイド中継』（独立UHF放送局）の土曜（2000年4月から日曜）のアシスタントを1993年4月から2002年3月まで務めた。
現在は日本馬術連盟の広報担当として活動中。

## 出演番組
HBCアナウンサー時代
- ゆうせん今週の歌謡ベストテン （ラジオ）
- HBCサンデージャーナル （ラジオ、1989年10月〜1990年9月）
- 真夜中のコンビニエンス〜Amigo （ラジオ、1990年10月〜1991年3月)
- ラジオ一番通り （ラジオ、1991年4月〜1992年3月）

フリー以後
- 中央競馬ワイド中継(1993年-2002年)
- 地方競馬マンスリー